# Nikolaj Karasëv
Nikolaj Karasëv (in russo Николай Карасёв?; Mosca, 29 novembre 1939) è un ex pesista sovietico.
Nel 1964 si classificò sesto ai Giochi olimpici di Tokyo e nel 1966 fu medaglia d'argento ai campionati europei di Buapest. Fu medaglia d'oro e di bronzo ai Giochi europei indoor, rispettivamente nel 1967 e nel 1968.

## Palmarès
| Anno | Manifestazione        | Sede     | Evento         | Risultato | Prestazione | Note |
| ---- | --------------------- | -------- | -------------- | --------- | ----------- | ---- |
| 1964 | Giochi olimpici       | Tokyo    | Getto del peso | 6º        | 18,86 m     |      |
| 1966 | Europei               | Budapest | Getto del peso | Argento   | 18,82 m     |      |
| 1967 | Giochi europei indoor | Praga    | Getto del peso | Oro       | 17,44 m     |      |
| 1968 | Giochi europei indoor | Madrid   | Getto del peso | Bronzo    | 18,35 m     |      |

## Altre competizioni internazionali
1965
- Coppa Europa di atletica leggera ( Stoccarda)